# 凯达文字

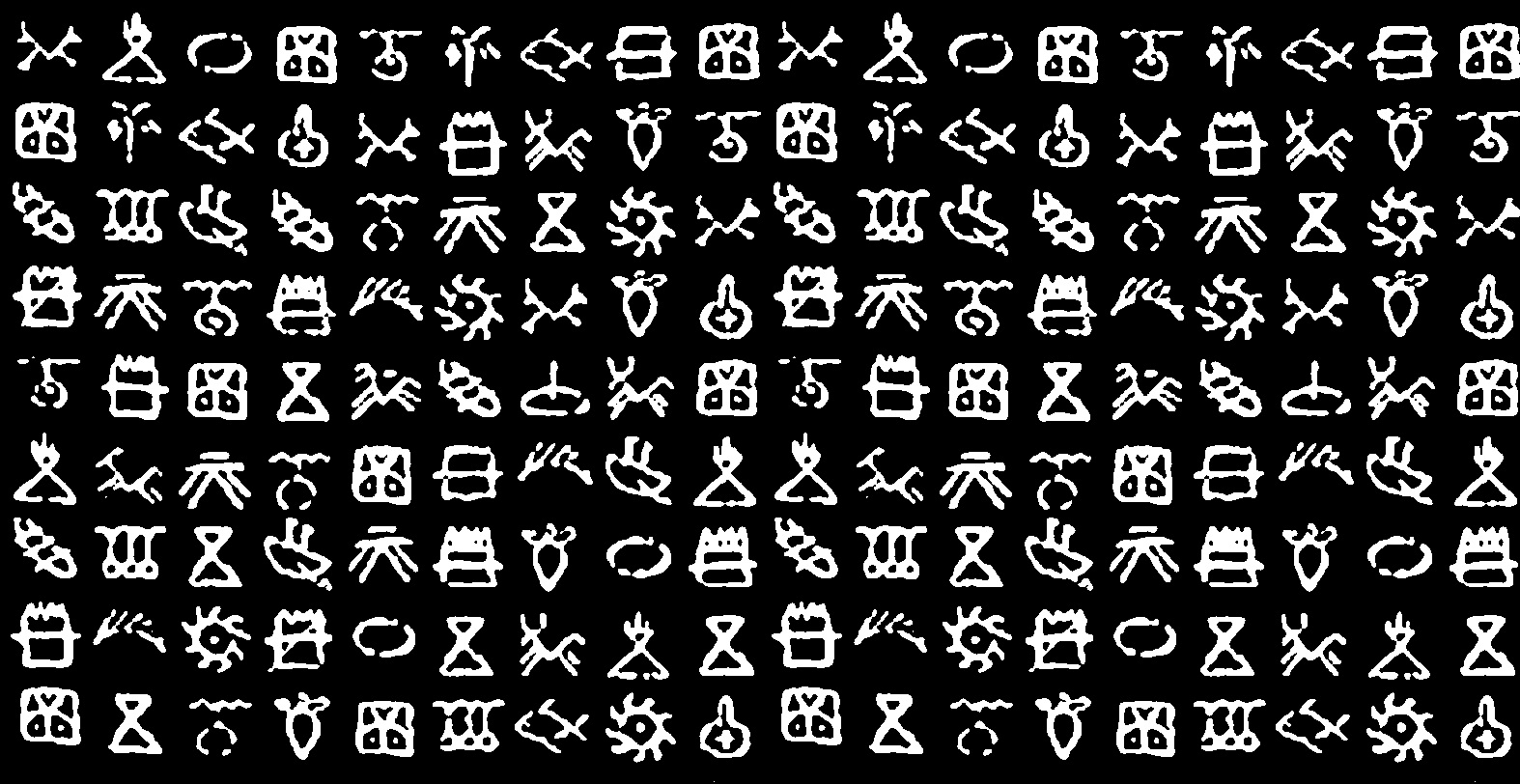
凯达文字

部分凯达文字及其含义

凯达文字（日语：カイダ文字）是一种曾在冲绳县与那国岛等地使用象形文字。别名カイダ字（カイダじ、琉球語与那国方言：カイダーディーまたはカイダディ）、カイダー文字（カイダーもじ）、カイダー字（カイダーじ）。

## 概要
有关凯达文字的起源，有多种说法。其中，须藤利一认为达凯文字是在1640年征收人头税后，于17世纪后半叶创制的。而池间荣三则认为，凯达文字是与那国岛受琉球国支配后，于1839年由担任头职的15世大滨亲云上正喜创制的。目前可以确认凯达文字直至明治时代颁布小学校令时仍被人们所使用。
凯达文字主要用于纪录商品的交易信息和用于税收纪录，并没有用于纪录一般文章。在教育普及后逐步被假名和汉字取代。
凯达文字主要由农作物、家畜、家禽、海产、房屋、船等交易对象以及变形后的中文数字等构成。由凯达文字写成的用于记录税收的木板现存于国立民族学博物馆等地，但已有很大一部分毁于第二次世界大战中的空袭。
在与那国岛海底地形也发现了酷似凯达文字的符号。然而，一般认为凯达文字创制于17至19世纪，远晚于与那国岛海底地形的形成时间。

## 关联条目
- 苏州码子
- 与那国语
- 琉球古字（日语：琉球古字）
- 神代文字
- 冲绳罗塞塔石碑（日语：沖縄のロゼッタストーン）